# Tolga
Tolga er en kommune i Innlandet fylke i Norge. Den grænser i nord og øst til Os, i syd til Engerdal og Rendalen, i vest til Tynset. Højeste punkt er Elgspiggen der er 1.604 moh. Kommunen havde 1.569 indbyggere i 2019.
Forollhogna nationalpark ligger delvis i kommunen.

## Geografi
Tolga ligger langs elven Glåma (Glomma), som løber gennem kommunens hoveddalstrøg. Kulturlandskabet i landbrugsbygden Vingelen nordvest for Glåma er bemærkelsesværdigt. 
Egnene sydøst for Glåma ligger langs Holaelvsystemet, som løber ud i Trysilelven via Isteren. 

## Samfund
De fleste tolginger bor i stationsbyen Tolga centrum, (eller «på Tolga», som man siger på norsk). Den næststørste by er Vingelen. Langs Hola-elven ligger landsbyerne Hodalen, Kåsa, Holøyen og Øversjødalen.
Tolga sogn har samme udstrækning som kommunen og hører under Nord-Østerdal provsti i Hamar bispedømme. Der er kirker i Tolga centrum, Vingelen, Hodalen og Holøydal. 
Kommunen har udstrakt interkommunalt samarbejde med Os og deltager også i samarbejdet i Fjellregionen, sammen med Alvdal, Folldal, Rendalen, Tynset, Os, Røros og Holtålen.

## Historie
Røros Kobberværk anlagde i 1660'erne en smeltehytte ved Tolga, Tolgen Smeltehytte.
Tolga blev oprettet som Tolga formandskabsdistrikt i 1837. 
Den 1. januar 1911 blev der gennemført grænsejusteringer i Tolga, Trysil, Ytre- og Øvre Rendal kommuner for at oprette Engerdal Kommune. Et område med 201 indbyggere blev i den anledning overført fra Tolga til den nye kommune.
I 1926 blev Tolga delt og Os skilt ud som selvstændig kommune. Efter delingen havde Tolga 1.917 indbyggere. 
Den 1. januar 1966 blev kommunerne Tolga og Os slået sammen til den nye Tolga-Os kommune. Tolga havde ved sammenlægningen 1.944 indbyggere.
Den 1. januar 1976 blev Tolga-Os igen delt i Tolga og Os. Tolga Kommune havde efter delingen et indbyggertal på 1.865.
I år 2000 blev Tolgen Hytteplads udpeget som kommunens tusenårssted.

## Kultur
Tolgamålet er en af de få norske dialekter med kasusformer.

## Tusenårssted
Kommunens tusenårssted er Tolgen Hytteplads. Røros Kobberværk anlagde i 1660'erne en smeltehytte her, Tolgen Smeltehytte, som var i drift frem til 1. januar 1871.